# Victorien Sardou
Victorien Léandre Sardou (ur. 5 września 1831 w Paryżu, zm. 8 listopada 1908 tamże) – francuski dramaturg.

## Życie i twórczość
Sardou studiował medycynę; w latach 1850–1860 pracował jako dziennikarz. Jednocześnie czynił pierwsze próby dramatyczne. Jego pierwsza sztuka, La Taverne des étudiants, wystawiona w 1854 roku, spotkała się ze złym przyjęciem i wystawiono ją zaledwie pięciokrotnie. Kilka następnych sztuk zostało odrzuconych. Jednak kilka sztuk wystawionych na przełomie lat 50. i 60. XIX wieku zdobyło uznanie publiczności, a wśród nich Les Pattes de mouche (1860 r.), która zapewniła mu dużą popularność.
Sardou często sięgał po tematy, które były na czasie (np. związane z przebudową Paryża czy wojną francusko-pruską), starając się zapewnić publiczności rozrywkę. Krytycy często zarzucali Sardou powierzchowność, wulgarność, brak oryginalności, jednak jego sztuki były powszechnie wystawiane w okresie jego w życie zarówno w Europie, jak i w Ameryce. Był mistrzem płynnego i ciętego dialogu, często sięgał po satyrę społeczną, wyśmiewając w swoich sztukach różne grupy społeczne (komedia społeczna). 
Z czasem Sardou zaczął wprowadzać do swych sztuk silne elementy historyczne – m.in. Théodore z 1884, w której cesarzową Teodorę grała Sarah Bernhardt (Sardou napisał dla niej kilka sztuk), czy Robespierre z 1902, napisany specjalnie dla Henry'ego Irvinga. La Tosca z 1887 roku została wykorzystana przez Giacomo Pucciniego jako podstawa dla opery Tosca.
W 1878 roku został wybrany członkiem Akademii Francuskiej. Od tytułu sztuki Sardou Fédora (zarazem imienia głównej bohaterki) pochodzi nazwa rodzaju kapelusza fedora.